# Sztafeta olimpijska
Sztafeta olimpijska – konkurencja lekkoatletyczna, sztafeta polegająca na przebiegnięciu przez czterech zawodników (lub cztery zawodniczki) dystansów kolejno 100+200+400+800 m lub 800+400+200+100 m. Wbrew nazwie nie jest konkurencją rozgrywaną na igrzyskach olimpijskich.  Była rozgrywana na mistrzostwach Polski w latach 1934, 1937, 1938, 1946, 1947, 1949 i 1950. Niekiedy pojawia się w programie zawodów młodzieżowych.